# Lucien Buysse
Lucien Buysse (eigenlijk: Buyze) (Wontergem, 11 september 1892 – Deinze, 3 januari 1980) was een Belgisch beroepswielrenner van 1913 tot 1933.

## Levensloop
Zijn wielerloopbaan begon in 1914 toen hij in de Ronde van Frankrijk van start ging maar de eindstreep niet haalde. Na de Eerste Wereldoorlog kwam hij in 1919 weer terug in de Tour, maar stapte wederom onderweg af. Het jaar daarop behaalde hij wel een derde plaats in de klassieker Parijs-Roubaix. In 1923 reed hij de Ronde van Frankrijk wel uit en eindigde op een achtste plaats.
In de edities van 1924 en 1925 reed hij in de Franse ploeg Automoto voor kopman Ottavio Bottecchia. Hij werd derde in 1924 en, na een heftige discussie met Bottecchia, tweede in 1925 achter de Italiaan.
De Tour van 1926 was de langste in de geschiedenis (5745 km), met zeventien etappes van gemiddeld 338 km. Lucien Buysse - zijn broers Jules en Marcel waren ook in koers - nam in de tiende etappe de leiding door tijdens een geweldige sneeuwstorm op de Col d'Aspin in de Pyreneeën de aanval te kiezen, waardoor hij bijna een uur voor kwam te liggen op zijn kopman Bottecchia. Bottecchia stapte af en Buysse arriveerde in Parijs als winnaar.
Lucien Buysse won in zijn loopbaan in totaal vijf Touretappes: een in 1923, twee in 1925 en twee in 1926. Ook zijn broers Marcel Buysse en Jules Buysse waren bekende wielrenners.

## Lucien Buysse Comité

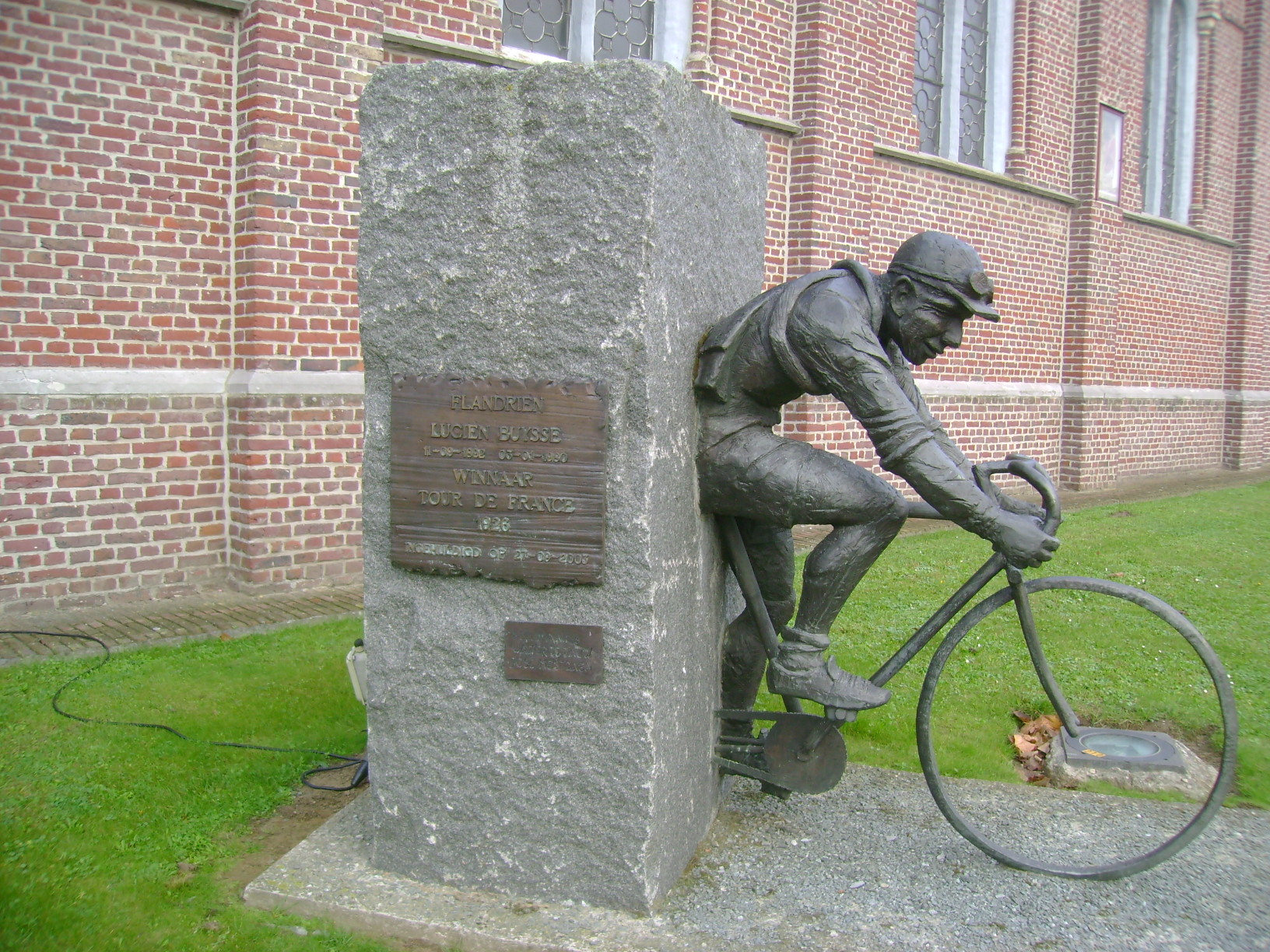
Het standbeeld van Lucien Buysse bij de Sint-Agneskerk in Wontergem.

Er is een Lucien Buysse Comité opgericht om ervoor te zorgen dat Lucien Buysse nooit vergeten wordt. Het comité zorgde onder ander voor de verwezenlijking van het standbeeld in Wontergem, het geboortedorp van Buysse. Het beeld werd ontworpen door José Mestdagh en ingehuldigd in 2003. Sinds 7 juni 2010 staat er een borstbeeld op de top van de Col d'Aubisque in Béost (Frankrijk) geschonken door Marnix Tijtgat. Verder verscheen er in 2006 een boek, getiteld "De Rots Lucien Buysse". Er bestaat ook een bier met de naam Buysse-Bierke.
In 2018 werd in Avelgem een muurschildering aangebracht aan het fietspad onder de Ruggestraat op het talud van de brug over de Schelde waarbij de foto van de Engelstalige variant van deze Wikipedia-pagina als uitgangspunt werd genomen.
De Deinse Partij GroenRood deelt al enkele jaren de Lucien Buysse prijs uit aan Deinzenaren die uitblinken in hun doorzettingsvermogen.

## Belangrijke zeges en uitslagen
- 1e in de Ronde van Frankrijk (1926)
- 1e in de Ronde van België (1913)
- 1e in Brussel-Luik (1914)
- 1e in de 5e etappe van de Ronde van België (1921)
- 1e in Lier (1922)
- 1e in de Zesdaagse van Vlaanderen-Gent (1923)
- 1e in de stadsprijs van Geraardsbergen (1927)
- 2e in Luik-Bastenaken-Luik (1920)
- 3e in Parijs-Roubaix (1920)
- 4e in de Ronde van Italië (1921)

## Resultaten in voornaamste wedstrijden
| Jaar | Ronde van Italië | Ronde van Frankrijk | Ronde van Spanje |
| ---- | ---------------- | ------------------- | ---------------- |
| 1914 |                  | opgave              |                  |
| 1919 |                  | opgave              |                  |
| 1920 |                  |                     |                  |
| 1921 | 4e               |                     |                  |
| 1922 |                  |                     |                  |
| 1923 |                  | 8e (1)              |                  |
| 1924 |                  | ↑                   |                  |
| 1925 |                  | ↑ (2)               |                  |
| 1926 |                  | ↑ (2)               |                  |
| 1927 |                  |                     |                  |
| 1928 |                  |                     |                  |
| 1929 |                  | opgave              |                  |
| 1930 |                  | opgave              |                  |

| Jaar | Milaan-San Remo | Ronde van Vlaanderen | Parijs-Roubaix | Luik-Bast.‑Luik | Parijs-Tours | Parijs-Brussel |
| ---- | --------------- | -------------------- | -------------- | --------------- | ------------ | -------------- |
| 1914 |                 |                      |                |                 |              |                |
| 1919 | 10e             |                      | 16e            |                 |              |                |
| 1920 |                 | 7e                   | ↑              | Zilver          |              |                |
| 1921 |                 |                      | 17e            |                 |              |                |
| 1922 |                 | 21e                  |                |                 |              |                |
| 1923 |                 |                      |                |                 |              |                |
| 1924 |                 |                      |                |                 |              |                |
| 1925 |                 |                      | 56e            |                 | 8e           |                |
| 1926 |                 |                      | 33e            |                 | 18e          |                |
| 1927 |                 |                      | 51e            |                 |              |                |
| 1928 |                 | 4e                   | 35e            |                 |              |                |
| 1929 |                 |                      |                |                 |              | 8e             |
| 1930 |                 |                      |                |                 |              |                |